# 2011 w muzyce
Wydarzenia muzyczne w 2011 roku.

## Wydarzenia

### Koncerty
źródło:
- Koncerty Accept:
  - 4 lutego – Kraków, Studio
  - 5 lutego – Warszawa, Klub „Stodoła”
  - 6 lutego – Wrocław, Eter
- 19 lutego – Armin van Buuren, Poznań, MTP
- Koncerty Gotan Project:
  - 22 lutego – Warszawa, Sala Kongresowa
  - 23 lutego – Zabrze, Dom Muzyki i Tańca
  - 24 lutego – Wrocław, Hala „Orbita”
- 21 lutego – Rhapsody of Fire, Katowice, Mega Club
- Koncerty The National:
  - 22 lutego – Kraków, Studio
  - 24 lutego – Warszawa, Klub „Stodoła”
- 24 lutego – Apocalyptica, Kraków, Teatr Łaźnia Nowa
- 23 marca – Woody Allen, Katowice[2]
- 3 kwietnia – Red Box, Warszawa, Muzyczne Studio Polskiego Radia im. Agnieszki Osieckiej[3]
- Koncerty Lacrimosa:
  - 8 kwietnia – Warszawa, Progresja
  - 9 kwietnia – Kraków, Kwadrat
- Koncerty Pendulum:
  - 8 kwietnia – Łódź, Klub Wytwórnia
  - 9 kwietnia – Kraków, Fabryka
- Koncerty Voo Voo:
  - 8 kwietnia – Chorzów, DPT Leśniczówka
  - 9 kwietnia – Mszana Dolna, Folwark Stara Winiarnia
- Koncerty Happysad:
  - 8 kwietnia – Wałbrzych, Hotel Maria
  - 9 kwietnia – Zabrze, CK Wiatrak
  - 10 kwietnia – Opole, MOK
- 9 kwietnia – Jamie Woon, Warszawa, 1500m2
- 10 kwietnia – Cool Kids of Death, Poznań, Pod Minogą
- 11 kwietnia – Slayer i Megadeth, Łódź, Atlas Arena
- Koncerty Archive:
  - 11 kwietnia – Warszawa, Sala Kongresowa
  - 12 kwietnia – Poznań, Hala Arena
- 12 kwietnia – Pendragon, Poznań, Blue Note
- Koncerty Paco Pena Flamenco Dance Company:
  - 13 kwietnia, Łódź, Wytwórnia
  - 14 kwietnia, Warszawa, Sala Kongresowa
- Koncerty Blackfield:
  - 14 kwietnia – Warszawa, Progresja
  - 15 kwietnia – Kraków, Studio
- 18 i 19 kwietnia – Roger Waters, Łódź, Atlas Arena
- 2 maja – ATB in Concert 5, Poznań, Hala Arena[4]
- 16 maja – Chris de Burgh, Warszawa, Hala Torwar
- 17 maja – Shakira, Łódź, Atlas Arena
- Koncerty Katie Melua:
  - 25 maja – Poznań, Hala Arena
  - 30 maja – Zabrze, Dom Muzyki i Tańca
  - 31 maja – Warszawa, Sala Kongresowa
- 11 czerwca – Rod Stewart, Toruń, Motoarena
- 13 czerwca – Bryan Adams, Rybnik, Stadion Miejski
- 19 czerwca – Roxette, Warszawa, Torwar
- 24 czerwca – Arcade Fire, Warszawa, Torwar
- 1 lipca – Scorpions, Tarnów – Mościce, Stadion Unii Tarnów
- 6 lipca – Portishead, Poznań, Malta[5]
- 16 lipca – 27 sierpnia – Męskie Granie, Żywiec, Warszawa, Kraków, Lublin, Gdańsk, Wrocław, Poznań[6]
- Koncerty Morrisseya[7]:
  - 22 lipca – Kraków, Klub Studio
  - 24 lipca – Warszawa, Klub „Stodoła”
- 9 sierpnia – Ozzy Osbourne, Gdańsk/Sopot, Ergo Arena
- 22 października – Within Temptation, Kraków, Klub Studio
- 23 października – Within Temptation, Warszawa, Klub „Stodoła”
- 7[8] i 8[9] listopada – 30 Seconds to Mars, Łódź, Atlas Arena
- 11 listopada – grupa Sade, Łódź, Atlas Arena
- 6 grudnia – Rihanna, Łódź, Atlas Arena[10]

### Festiwale
- 29 kwietnia – 1 maja oraz 3 maja
  - Asymmetry Festival, Wrocław[11]
- 29 kwietnia – 1 maja
  - Siesta Festival, Gdańsk
- 10 czerwca
  - Sonisphere Festival, Lotnisko Bemowo, Warszawa[12]
- 11–18 czerwca – Life Festival Oświęcim[13]
- 30 czerwca – 3 lipca
  - Open’er Festival, Port lotniczy Gdynia-Kosakowo, Gdynia
- 8–10 lipca
  - V Ogólnopolski Festiwal Bluesowo – Rockowy im. Miry Kubasińskiej „Wielki Ogień”, Ostrowiec Świętokrzyski, Amfiteatr w Parku Miejskim im. Piłsudskiego[14]
- 9 lipca
  - Global Gathering, Gdańsk, PGE Arena[15]
- 15–17 lipca
  - Festiwal w Jarocinie[16]
- 4–6 sierpnia
  - XVII Przystanek Woodstock, Kostrzyn nad Odrą
- 10 sierpnia
  - Metal Hammer Festival, Katowice, Spodek[17]
- 19–20 sierpnia
  - XXIII edycja festiwalu „Gitarą i piórem”, Karpacz
- 21–27 sierpnia
  - Festiwal Muzyki Dawnej w Jarosławiu
- 28–30 października
  - Soundedit ’11, Łódź, Polska

### Inne
- Jimi Hendrix wybrany na najwybitniejszego gitarzystę wszech czasów w plebiscycie magazynu muzycznego „Rolling Stone”[18].
- 22 września – zakończenie działalności R.E.M.

### Urodzili się
- 16 lutego – Wowa Sołodkow, rosyjski piosenkarz, komik i bloger
- 2 czerwca – Willow Sage Heart, amerykańska piosenkarka, córka Pink i Careya Hunta
- 20 sierpnia – Sandra Valero, hiszpańska piosenkarka

## Zmarli
- 1 stycznia
  - Flemming Jørgensen, duński piosenkarz, aktor (ur. 1947)[19]
- 4 stycznia
  - Mick Karn, angielski muzyk (ur. 1958)[20]
  - Gerry Rafferty, szkocki piosenkarz (ur. 1947)[21]
- 7 stycznia
  - Phil Kennemore, amerykański muzyk heavymetalowy, basista i wokalista (ur. 1953)[22]
- 8 stycznia
  - Hans Ulrich Engelmann, niemiecki kompozytor (ur. 1921)[23]
  - Elfa Secioria, indonezyjski kompozytor i pedagog muzyczny (ur. 1959)[24]
- 13 stycznia
  - Alex Kirst, amerykański perkusista rockowy (ur. 1963)[25]
- 14 stycznia
  - Trish Keenan, brytyjska wokalistka grupy Broadcast (ur. 1968)[26]
- 16 stycznia
  - Steve Prestwich, angielski muzyk rockowy, perkusista australijskiej grupy Cold Chisel (ur. 1954)[27]
- 23 stycznia
  - Tadeusz Przybylski, polski ksiądz salezjanin, muzykolog, doktor habilitowany (ur. 1927)[28]
- 24 stycznia
  - Sławomir Żerdzicki, polski śpiewak operowy (tenor) (ur. 1922)
- 28 stycznia
  - Margaret Price, walijska śpiewaczka operowa (sopran) (ur. 1941)[29]
- 29 stycznia
  - Milton Babbitt, amerykański kompozytor i teoretyk muzyki (ur. 1916)[30]
- 30 stycznia
  - John Barry, brytyjski kompozytor muzyki filmowej, pięciokrotny laureat Oscara (ur. 1933)[31]
- 31 stycznia
  - Doc Williams, amerykański piosenkarz country (ur. 1914)[32]
- 6 lutego
  - Ryszard Dudek, polski dyrygent i pedagog (ur. 1936)[33]
  - Gary Moore, irlandzki muzyk bluesowy, wirtuoz gitary elektrycznej, wokalista i kompozytor (ur. 1952)[34]
- 8 lutego
  - Marvin Sease, amerykański wokalista bluesowy i soulowy (ur. 1946)[35]
- 9 lutego
  - Andrzej Przybielski, polski trębacz jazzowy (ur. 1944)[36]
- 12 lutego
  - Peter Alexander, austriacki aktor, piosenkarz (ur. 1926)[37]
- 14 lutego
  - George Shearing, amerykański pianista i kompozytor jazzowy (ur. 1919)[38]
  - John Strauss, amerykański kompozytor muzyki filmowej (ur. 1920)[39]
- 15 lutego
  - Karin Stanek, polska piosenkarka, wokalistka zespołu Czerwono-Czarni (ur. 1946 lub 1943)[40]
- 24 lutego
  - Clare Amory, amerykańska perkusistka formacji Excepter (ur. 1975)[41]
- 26 lutego
  - Mark Tulin, amerykański basista grupy The Smashing Pumpkins (ur. 1948)[42]
- 27 lutego
  - Danuta Idaszak, polski muzykolog, wieloletnia kierownik Biblioteki Instytutu Muzykologii Uniwersytetu Warszawskiego (ur. 1930)[43]
  - Eddie Kirkland, amerykański muzyk bluesowy (ur. 1928)[44]
- 28 lutego
  - Elsina Hidersha, albańska piosenkarka (ur. 1989)[45]
- 1 marca
  - Tatiana Szebanowa, rosyjska pianistka i pedagog, laureatka II nagrody X Międzynarodowego Konkursu Pianistycznego im. Fryderyka Chopina w Warszawie (1980) (ur. 1953)[46]
- 3 marca
  - Irena Kwiatkowska, polska aktorka teatralna, filmowa i telewizyjna, artystka kabaretowa (ur. 1912)[47]
  - Bohdan Pociej, polski muzykolog, krytyk muzyczny, autor książek o muzyce, redaktor (ur. 1933)[48]
- 4 marca
  - Johnny Preston, amerykański wokalista popowy (ur. 1939)[49]
- 6 marca
  - Janusz Polański, polski pianista i pedagog muzyczny (ur. 1951)[50]
- 8 marca
  - Mike Starr, amerykański muzyk rockowy, gitarzysta basowy oraz kompozytor, znany z grupy Alice in Chains (ur. 1966)[51]
- 9 marca
  - Sona Aslanova, radziecka i azerska śpiewaczka operowa (sopran), pedagog i aktorka (ur. 1924)[52]
- 11 marca
  - Maria Zduniak, polska historyk muzyki (ur. 1934)[53]
- 12 marca
  - Joe Morello, amerykański perkusista jazzowy (ur. 1928)[54]
  - Nilla Pizzi, włoska piosenkarka (ur. 1919)[55]
- 14 marca
  - Annette Bußmann, niemiecka dyplomatka, śpiewaczka operowa (alt), Konsul Generalny Niemiec we Wrocławiu (ur. 1969)[56]
- 15 marca
  - Smiley Culture, brytyjski wokalista reggae (ur. 1963)[57]
  - Nate Dogg, amerykański wokalista oraz raper (ur. 1969)[58]
- 17 marca
  - Janusz Mulewicz, polski aktor, muzyk, kompozytor, popularyzator folkloru warszawskiego (ur. 1936)[59]
- 18 marca
  - Jet Harris, brytyjski muzyk, basista grupy The Shadows (ur. 1939)[60]
- 21 marca
  - Loleatta Holloway, amerykańska wokalistka soul i disco (ur. 1946)[61]
  - Pinetop Perkins, amerykański pianista i wokalista bluesowy (ur. 1913)[62]
- 22 marca
  - Halina Żytkowiak, polska wokalistka śpiewająca w zespołach Tarpany, Amazonki, Trubadurzy (ur. 1947)[63]
- 28 marca
  - Lee Hoiby, amerykański kompozytor (ur. 1926)[64]
- 3 kwietnia
  - Andrzej Butruk, polski aktor, piosenkarz, członek formacji T-raperzy znad Wisły (ur. 1964)[65]
  - Calvin Russell, amerykański piosenkarz i gitarzysta (ur. 1948)[66]
- 4 kwietnia
  - Scott Columbus, amerykański perkusista zespołu Manowar (ur. 1956)[67]
  - Bronisław Kazimierz Przybylski, polski kompozytor i pedagog (ur. 1941)[68]
- 8 kwietnia
  - Daniel Catán, meksykański kompozytor operowy i librecista (ur. 1949)[69]
- 16 kwietnia
  - Zbigniew Szlezer, polski skrzypek, profesor Akademii Muzycznej w Krakowie (ur. 1922)[70]
  - Henryk Zomerski, polski muzyk big-beatowy, grający na gitarze basowej i instrumentach klawiszowych (ur. 1942)[71]
- 19 kwietnia
  - Wilhelm Dieter Siebert, niemiecki kompozytor (ur. 1931)[72]
- 20 kwietnia
  - Gerard Smith, amerykański muzyk, basista grupy TV On The Radio (ur. 1977)[73]
- 23 kwietnia
  - Norio Ōga, japoński śpiewak operowy, przedsiębiorca, dyrektor generalny Sony Corporation (ur. 1930)[74]
- 25 kwietnia
  - Helena Harajda, polska muzykolog, fizyk, akustyk, profesor (ur. 1921)[75]
  - Poly Styrene, brytyjska wokalistka punkowa, frontmenka formacji X-Ray Spex (ur. 1957)[76]
- 26 kwietnia
  - Phoebe Snow, amerykańska piosenkarka i gitarzystka folkowa (ur. 1950)[77]
- 29 kwietnia
  - Alojzy Andrzej Łuczak, polski popularyzator muzyki, dyrektor Filharmonii Poznańskiej im. Tadeusza Szeligowskiego (ur. 1930)[78]
- 1 maja
  - Walter Maślankiewicz, polski artysta baletowy (ur. 1932)[79]
- 7 maja
  - John Walker, amerykański muzyk, założyciel grupy The Walker Brothers (ur. 1943)[80]
- 9 maja
  - Ivo Pešák, czeski tancerz i pieśniarz, członek zespołu Banjo Band, słynny „Jožin z bažin” (ur. 1944)[81]
- 12 maja
  - Lloyd Knibb, jamajski perkusista, muzyk sesyjny, współzałożyciel i wieloletni członek zespołu The Skatalites (ur. 1931)[82]
  - Piotr Żyżelewicz, polski perkusista rockowy (ur. 1965)[83]
- 18 maja
  - Włada Majewska, polska dziennikarka radiowa, aktorka i pieśniarka, działaczka emigracyjna (ur. 1911)[84]
- 27 maja
  - Gil Scott-Heron, amerykański poeta, muzyk, piosenkarz, pionier hip-hopu (ur. 1949)[85]
- 31 maja
  - Andrzej Sobczak, polski autor i wykonawca kabaretowy, autor tekstów piosenek, audycji radiowych i telewizyjnych, także bajek; zasłynął tekstami piosenek: „Przeżyj to sam” Lombardu i „Dorosłe dzieci” Turbo (ur. 1946)[86]
- 4 czerwca
  - Tadeusz Urgacz, polski poeta i autor tekstów piosenek (ur. 1926)[87]
- 5 czerwca
  - Leon Botha, południowoafrykański, malarz i performer muzyczny (ur. 1985)[88]
- 8 czerwca
  - Alan Rubin, amerykański trębacz (ur. 1943)[89]
- 10 czerwca
  - György Szabados, węgierski pianista freejazzowy (ur. 1939)[90]
- 12 czerwca
  - Carl Gardner, amerykański muzyk, wokalista grupy The Coasters (ur. 1928)[91]
- 13 czerwca
  - Onil, polski raper (ur. 1980)[92]
- 18 czerwca
  - Clarence Clemons, amerykański muzyk i aktor, saksofonista zespołu Bruce’a Springsteena E Street Band (ur. 1942)[93]
- 23 czerwca
  - Fred Steiner, amerykański kompozytor filmowy (ur. 1923)[94]
- 27 czerwca
  - Maciej Zembaty, polski poeta, satyryk, scenarzysta, reżyser radiowy, muzyk, bard i tłumacz (ur. 1944)[95]
- 29 czerwca
  - Joanna Białek, polska śpiewaczka (sopran) i aktorka (ur. 1957)[96]
- 30 czerwca
  - Ruth Roberts, amerykańska autorka tekstów piosenek (ur. 1926)[97]
- 1 lipca
  - Bébé Manga, kameruńska piosenkarka (ur. 1948)[98]
- 4 lipca
  - Jane Scott, amerykańska krytyk muzyczna (ur. 1919)[99]
  - Gerhard Unger, niemiecki śpiewak operowy (tenor) (ur. 1916)[100]
- 7 lipca
  - Josef Suk, czeski skrzypek (ur. 1929)[101]
- 8 lipca
  - Henryk Szwedo, polski dyrygent (ur. 1931)[102]
- 9 lipca
  - Facundo Cabral, argentyński piosenkarz folkowy (ur. 1937)[103]
  - Würzel, angielski kompozytor i gitarzysta rockowy, muzyk zespołu Motörhead (ur. 1949)[104]
- 11 lipca
  - Rob Grill, amerykański piosenkarz, gitarzysta, autor tekstów (ur. 1943)[105]
- 13 lipca
  - Jerry Ragovoy, amerykański kompozytor i producent muzyczny (ur. 1930)[106]
- 17 lipca
  - Alex Steinweiss, amerykański grafik, autor pierwszej płytowej okładki w historii muzyki rozrywkowej (ur. 1917)[107]
- 19 lipca
  - Karen Chaczaturian, ormiański kompozytor (ur. 1920)[108]
- 23 lipca
  - Janusz Gniatkowski, polski piosenkarz (ur. 1928)[109]
  - Amy Winehouse, angielska wokalistka i autorka tekstów (ur. 1983)[110]
- 24 lipca
  - Dan Peek, amerykański gitarzysta basowy, muzyk grupy America (ur. 1950)[111]
- 29 lipca
  - Zbigniew Rojek, polski muzyk, kompozytor, artysta kabaretowy, jeden z dwóch filarów zespołu Kaczki z Nowej Paczki (ur. 1954)[112]
- 11 sierpnia
  - Jani Lane, amerykański muzyk, wokalista i lider glamrockowego zespołu Warrant (ur. 1964)[113]
- 18 sierpnia
  - Ronny, niemiecki piosenkarz, kompozytor i producent muzyczny (ur. 1930)[114]
- 22 sierpnia
  - Nick Ashford, amerykański piosenkarz i autor tekstów piosenek (ur. 1942)[115]
  - Jerry Leiber, amerykański autor tekstów piosenek (ur. 1933)[116]
- 24 sierpnia
  - Frank Dileo, amerykański menadżer muzyczny (ur. 1947)[117]
- 28 sierpnia
  - Zbigniew Piasecki, polski duchowny katolicki, kompozytor, chórmistrz i pedagog muzyczny (ur. 1916)[118]
- 29 sierpnia
  - David Edwards, amerykański muzyk bluesowy (ur. 1915)[119]
- 5 września
  - Salvatore Licitra, włoski śpiewak operowy (tenor) (ur. 1968)[120]
- 11 września
  - Gino Latilla, włoski piosenkarz, zwycięzca Festiwalu Piosenki Włoskiej w San Remo (1954) (ur. 1924)[121]
- 13 września
  - DJ Mehdi, francuski DJ i producent muzyczny pochodzenia tunezyjskiego (ur. 1977)[122]
  - Utha Likumahuwa, indonezyjski piosenkarz (ur. 1955)[123]
- 14 września
  - Jerzy Jurek, polski muzyk, akordeonista, profesor (ur. 1945)[124]
- 15 września
  - Helga Pilarczyk, niemiecka śpiewaczka operowa (sopran) (ur. 1925)[125]
  - Regina Smendzianka, polska pianistka i pedagog (ur. 1924)[126]
- 18 września
  - Kurt Sanderling, niemiecki dyrygent (ur. 1912)[127]
- 20 września
  - Robert Whitaker, brytyjski fotograf, znany ze współpracy z The Beatles (ur. 1939)[128]
- 21 września
  - Krzysztof Pośpiech, polski dyrygent, chórmistrz, pedagog (ur. 1944)[129]
- 22 września
  - Vesta Williams, amerykańska piosenkarka R&B (ur. 1957)[130]
- 29 września
  - Sylvia Robinson, amerykańska piosenkarka i producent nagrań (ur. 1936)[131]
- 30 września
  - Alexander Grant, brytyjski tancerz i były dyrektor artystyczny Baletu Narodowego w Toronto (ur. 1925)[132]
  - Michał Szopski, polski śpiewak operowy (tenor) (ur. 1915)[133]
- 3 października
  - Mikko Laine, fiński gitarzysta rockowy, muzyk grupy Sole Remedy (ur. 1981)[134]
- 5 października
  - Bert Jansch, szkocki gitarzysta i wokalista folkowy (ur. 1943)[135]
- 8 października
  - Jerzy Rzewuski, polski dziennikarz muzyczny (ur. 1948)[136]
  - Roger Williams, amerykański pianista (ur. 1924)[137]
  - Ingvar Wixell, szwedzki śpiewak operowy (baryton), aktor teatralny (ur. 1931)[138]
- 22 października
  - Sena Jurinac, austriacka śpiewaczka pochodzenia chorwackiego (sopran) (ur. 1921)[139]
- 27 października
  - Michał Rybczyński, polski muzykolog, redaktor muzyczny Polskiego Radia (ur. 1945)[140]
  - Zjawin, polski raper oraz producent muzyczny (ur. 1983)[141]
- 28 października
  - Beryl Davis, brytyjska piosenkarka (ur. 1924)[142]
- 29 października
  - Jimmy Savile, brytyjski dziennikarz muzyczny, prezenter radiowy i telewizyjny (ur. 1926)[143]
- 5 listopada
  - Marek Skolarski, polski muzyk, autor tekstów, dziennikarz (ur. 1939)[144]
- 7 listopada
  - Andrea True, amerykańska piosenkarka disco (ur. 1943)[145]
- 8 listopada
  - Heavy D, amerykański raper i aktor (ur. 1967)[146]
- 10 listopada
  - Daniela D’Ercole, włoska piosenkarka jazzowa (ur. 1979)[147]
- 14 listopada
  - Jackie Leven, szkocki muzyk rockowy i kompozytor (ur. 1950)[148]
- 22 listopada
  - Paul Motian, amerykański perkusista jazzowy (ur. 1931)[149]
- 23 listopada
  - Montserrat Figueras, katalońska sopranistka (ur. 1942)[150]
  - Barry Llewellyn, jamajski wokalista reggae (ur. 1947)[151]
- 25 listopada
  - Don DeVito, amerykański producent nagrań, znany ze współpracy z Bobem Dylanem (ur. 1939)[152]
- 26 listopada
  - Keef Hartley, angielski perkusista rockowy (ur. 1944)[153]
- 27 listopada
  - Ustad Sultan Khan, hinduski muzyk (ur. 1940)[154]
- 2 grudnia
  - Bill Tapia, amerykański muzyk portugalskiego pochodzenia (ur. 1908)[155]
  - Howard Tate, amerykański wokalista soulowy (ur. 1939)[156]
- 3 grudnia
  - Philip Burrell, jamajski producent muzyczny (ur. 1954)[157]
- 4 grudnia
  - Hubert Sumlin, amerykański wokalista, gitarzysta bluesowy (ur. 1931)[158]
- 5 grudnia
  - Violetta Villas, polska artystka estradowa, osobowość sceniczna, śpiewaczka, piosenkarka pieśni estradowych, operowych i operetkowych, aktorka filmowa, teatralna i rewiowa, kompozytorka, autorka tekstów (ur. 1938)[159]
- 6 grudnia
  - Dobie Gray, amerykański piosenkarz soul (ur. 1940 lub 1942 lub 1943)[160]
- 12 grudnia
  - Pupi Campo, amerykański muzyk, pochodzący z Kuby, perkusista (ur. 1920)[161]
  - Mălina Olinescu, rumuńska piosenkarka (ur. 1974)[162]
- 14 grudnia
  - Billie Jo Spears, amerykańska piosenkarka country (ur. 1938)[163]
- 15 grudnia
  - Bob Brookmeyer, amerykański puzonista i pianista jazzowy, kompozytor (ur. 1929)[164]
- 17 grudnia
  - Cesária Évora, piosenkarka z Republiki Zielonego Przylądka (ur. 1941)[165]
- 18 grudnia
  - Ralph MacDonald, amerykański perkusista popowy, kompozytor (ur. 1944)[166]
- 22 grudnia
  - Piotr Figiel, polski kompozytor, aranżer, pianista, organista i wokalista (ur. 1940)[167]
  - Nina Mula, albańska śpiewaczka operowa (sopran) (ur. 1931)[168]
- 24 grudnia
  - Johannes Heesters, holenderski aktor i piosenkarz (ur. 1903)[169]
- 26 grudnia
  - Janusz Cegiełła, polski dziennikarz muzyczny, kompozytor, dyrygent i scenarzysta filmowy, popularyzator muzyki (ur. 1926)[170]
  - Sam Rivers, amerykański muzyk jazzowy; kompozytor, saksofonista, flecista i pianista (ur. 1923)[171]
- 28 grudnia
  - Kaye Stevens, amerykańska piosenkarka i aktorka (ur. 1932)[172]

## Debiuty
- zagraniczne
  - Úlfur Úlfur
  - Vázquez Sounds

## Albumy
- 12 stycznia
  - Stratovarius – Elysium[173]
- 14 stycznia
  - Belphegor – Blood Magick Necromance[174]
- 17 stycznia
  - Aga Zaryan – My Lullaby[175]
- 24 stycznia
  - Adele – 21[176]
- 28 stycznia
  - Grubson – Coś więcej niż muzyka[177]
  - Onslaught – Sounds of Violence[178]
- 5 lutego
  - Fokus – Prewersje[179]
- 15 lutego
  - Deicide – To Hell With God[180]
  - Neuraxis – Asylon[181]
- 21 lutego
  - DevilDriver – Beast[182]
- 22 lutego
  - O.S.T.R. – Jazz, dwa, trzy[183]
- 25 lutego
  - September – Love CPR
- 5 marca
  - Slums Attack – Reedukacja[184]
- 18 marca
  - IAMX – Volatile Times[185]
- 28 marca
  - Britney Spears – Femme Fatale[186]
- 18 kwietnia
  - Septic Flesh – The Great Mass[187]
- 27 kwietnia
  - JVG – Mustaa kultaa[188]
- 13 maja
  - Łzy – Bez słów...
- 17 maja
  - Pati Yang – Wires and Sparks
- 21 maja
  - Anti Dread – Generacja śmierci
- 23 maja
  - Lady Gaga – Born This Way[189]
  - Doda – 7 pokus głównych
  - Foster the People – Torches
- 30 maja
  - Poligon nr 4 – Poligon nr 4[190]
- 2 czerwca
  - Iona – Another Realm
- 23 czerwca
  - Tomasz Budzyński – Osobliwości
- 4 lipca
  - W stronę Krainy Łagodności – vol. 2 – różni wykonawcy[191]
- 11 lipca
  - Robots in Disguise – Happiness V Sadness[192]
- 19 sierpnia
  - Jack Vidgen – Yes I Am[193]
- 12 września
  - Laura Marling – A Creature I Don’t Know[194]
  - Ray Wilson & Stiltskin – Unfulfillment
  - Manchester – Chemiczna broń
- 13 września
  - Jimi Hendrix – Winterland[195]
- 24 września
  - Klan – Senne wędrówki[196]
- 3 października
  - Emika – Emika[197]
- 8 października
  - Shakin’ Dudi – ...bo ładnym zawsze lżej...[198]
- 11 października – Sylwia Grzeszczak – Sen o przyszłości
- 21 października – różni wykonawcy – 7: muzyka świata & stare radio[199][200][201]
- 7 listopada
  - Artrosis – Imago[202]
- 19 listopada
  - Rihanna – Talk That Talk
- 21 listopada
  - Ruff Ryders – Ruff Ryders Past Present Future[203]
- 12 grudnia
  - Siekiera – Ballady na koniec świata[204]

## Opera
- premiera opery Madame Curie Elżbiety Sikory[205]

źródło:
- Aleksandra Kurzak: sukces płyty pt. Gioia!; rozpoczęcie roku 2011 recitalem w mediolańskiej La Scali oraz owacyjnie przyjętymi występami w „Cyruliku sewilskim” w londyńskiej Covent Garden; ponadto debiutowała na festiwalu w Weronie („Cyrulik sewilski”), w Los Angeles („Così fan tutte”) i w warszawskiej Operze Narodowej, gdzie po raz pierwszy polska publiczność mogła ją podziwiać w „Łucji z Lammermooru”.
- Mariusz Kwiecień – fonograficzny debiut solowy (Slavic Heores); występ wiosną 2011 roku w utworze Karola Szymanowskiego w Teatro Real w Madrycie w spektaklu Krzysztofa Warlikowskiego uznany za najlepszą rolę operowego sezonu w Hiszpanii; występy w nowojorskiej Metropolitan Opera, jednak nagła kontuzja kręgosłupa uniemożliwiła udział w październikowej premierze „Don Giovanniego” specjalnie przygotowanej dla Polaka. Ale już kilka tygodni później wziął udział w tym przedstawieniu transmitowanym z Nowego Jorku do prawie pięćdziesięciu krajów świata.
- Piotr Beczała w nowojorskiej Metropolitan Opera. Tenor ujął publiczność kreacją Romea, a podczas tournée teatru po Japonii był owacyjnie przyjmowany jako Rudolf w „Cyganerii”
- „Maria” Romana Statkowskiego (1903) pod patronatem Instytutu Adama Mickiewicza na festiwalu w irlandzkim Wexford pod dyr. Michaela Gielety

## Nagrody
- 13 lutego
  - 53. gala rozdania nagród amerykańskiego przemysłu muzycznego Grammy, Staples Center, Los Angeles, USA[207]
- 15 lutego
  - 31. gala rozdania nagród brytyjskiego przemysłu muzycznego Brit Awards, The O2 Arena, Londyn[208]
- 24 lutego
  - 4. gala rozdania nagród muzycznych VIVA Comet Awards, Warszawskie Centrum EXPO XXI, Warszawa[209]
- 9 maja
  - XVIII edycja nagród polskiego przemysłu fonograficznego – Fryderyki 2011, Fabryka Trzciny, Warszawa[210]
- 14 maja
  - Konkurs Piosenki Eurowizji 2011 – Ell & Nikki – „Running Scared”
- 28 maja
  - 10. gala rozdania nagród muzycznych Eska Music Award, Spodek, Katowice[211]
- 17 czerwca
  - Grand Prix Jazz Melomani 2010, Łódź, Polska
- 6 września
  - ogłoszenie zwycięzcy Barclaycard Mercury Prize 2011 – PJ Harvey za album Let England Shake[212]
- 18 listopada
- Mateusze Trójki 2011[213]

Muzyka Rozrywkowa – Wydarzenie – Monika Brodka za płytę Granda
Muzyka Rozrywkowa – Całokształt osiągnięć twórczych – Seweryn Krajewski
Muzyka Rozrywkowa – Debiut – nie przyznano
Muzyka Jazzowa – Wydarzenie – Wojtek Mazolewski Quintet za płytę Smells Like Tape Spirit oraz Marcin Wasilewski Trio za płytę Faithful

## Podsumowania roczne list przebojów
- Lista Przebojów Programu 3: Adele – Set Fire to the Rain[214]
- Szczecińska Lista Przebojów: Adele – Set Fire to the Rain[215]